# Peep Lassmann
Peep Lassmann est un pianiste estonien né à Tartu le 19 mars 1948.

## Biographie
Peep Lassmann a fait ses études musicales au Conservatoire de Moscou dans la classe d'Emil Gilels.

## Discographie
- Four Easy Dances (Vier leichte Tanztücke) d'Arvo Pärt sur le disque Estonian Piano Music, chez Eres, 1994

## Récompenses et distinctions
- Ordre de l'Étoile blanche d'Estonie de 4e classe, 2001
- Ordre de l'Étoile blanche d'Estonie de 3e classe, 2018